# ジャパンカップサイクルロードレース2005
ジャパンカップサイクルロードレース2005（Japan Cup Cycle Road Race 2005）は、ジャパンカップサイクルロードレースの14回目のレース。2005年（平成17年）10月22日と23日に行われた。

## 結果

### 男子（UCIアジアツアー1.1）
- 10月23日（日） 151.3 km

|    | 選手名                     | 国籍     | チーム                             | 時間          |
| -- | -------------------------- | -------- | ---------------------------------- | ------------- |
| 1  | ダミアーノ・クネゴ         | イタリア | ランプレ・カッフィータ             | 4時間05分56秒 |
| 2  | フランシスコ・マンセボ     | スペイン | イリェス・バレアルス               | +03秒         |
| 3  | クリスティアン・モレーニ   | イタリア | クイックステップ                   | +27秒         |
| 4  | パブロ・ラストラス         | スペイン | イリェス・バレアルス               | +43秒         |
| 5  | マヌエーレ・モーリ         | イタリア | サウニエル・ドゥバル＝プロディール | 同            |
| 6  | パトリック・シンケヴィッツ | ドイツ   | クイックステップ                   | +44秒         |
| 7  | 田代恭崇                   | 日本     | チームブリヂストン・アンカー       | +51秒         |
| 8  | モッリス・ポッソーニ       | イタリア | ランプレ・カッフィータ             | +1分51秒      |
| 9  | 鈴木真理                   | 日本     | チームブリヂストン・アンカー       | 同            |
| 10 | ワン・カンポ               | 香港     | チーム香港                         | +1分52秒      |